# Куинсборо (футбольный клуб)
«Куинсборо» (англ. Queensboro FC) — неосуществлённый проект американского профессионального футбольного клуба из боро Куинс Нью-Йорка. Предполагалось, что клуб будет выступать в Чемпионшипе ЮСЛ, второй по уровню футбольной лиге США.

## История
12 ноября 2019 года Чемпионшип ЮСЛ объявил о присуждении франшизы лиги клубу «Куинсборо», который будет базироваться в боро Куинс Нью-Йорка. Группу владельцев клуба возглавили нью-йоркский бизнесмен Джонатан Крейн и легенда испанского футбола Давид Вилья. Предполагалось, что клуб начнёт выступление в сезоне 2021 года.
6 июля 2020 года испанский специалист Жосеп Гомбау был назначен главным тренером и спортивным директором «Куинсборо». Также было объявлено, что срок старта клуба сдвинут на 2022 год.
6 октября 2020 года были представлены эмблема и цвета клуба.
8 марта 2021 года в состав группы владельцев клуба вошла Эли Вагнер, бывшая футболистка сборной США, двукратная олимпийская чемпионка.
27 апреля 2021 года клуб обнародовал план строительства футбольного стадиона на 7,5 тыс. мест на территории кампуса Йоркского колледжа Городского университета Нью-Йорка в Джамейке.
8 июня 2021 года было объявлено о создании женской футбольной команды «Куинсборо» в новообразованной USL W League, которая запустится в мае 2022 года.
2 ноября 2021 года было объявлено о решении перенести дебютный сезон клуба на 2023 год.
В ноябре 2022 года, после того как клуб MLS «Нью-Йорк Сити» достиг соглашения о строительстве собственного стадиона в Куинсе, информация о «Куинсборо» была полностью удалена с сайта Чемпионшипа ЮСЛ, и сообщалось, что клуб начнёт выступать в лиге резервистов MLS Next Pro в 2024 году.